# Michael Ventris
Michael George Francis Ventris (Londra, 12 luglio 1922 – Londra, 6 settembre 1956) è stato un architetto e linguista britannico,  esperto della civiltà minoica e micenea. Nel 1952 insieme a John Chadwick decifrò la scrittura lineare B.

## Biografia
Di famiglia benestante (il padre era un ufficiale dell'esercito britannico in India), crebbe in un ambiente culturale stimolante. Fin da bambino visitò spesso il British Museum di Londra, poté fare frequenti viaggi all'estero, studiò francese e tedesco in una scuola svizzera. Imparò da autodidatta la lingua polacca e, più tardi, lo svedese, appreso durante un soggiorno in Svezia di poche settimane.
Nel 1934 incontrò l'archeologo Arthur Evans che aveva compiuto scavi a Creta riportando alla luce numerose tavolette in due grafie, chiamate lineare A e lineare B.
Nel 1948, dopo l'interruzione degli studi dovuta alla seconda guerra mondiale, alla quale prese parte come navigatore e cartografo sui bombardieri Handley Page Halifax, si laureò in architettura presso la Architectural Association School. Come architetto, ebbe incarichi governativi e ricevette la Research Fellowship dell'«Architects' Journal».
Nel frattempo continuò a condurre ricerche sulla scrittura micenea, tanto da dedicarvi tutto il tempo libero a disposizione, e nel 1952 annunciò di averne decifrato il significato. La scoperta gli fruttò numerose onorificenze, tra cui l'Ordine dell'Impero Britannico, il titolo di socio onorario dell'University College di Londra, e un dottorato honoris causa dell'Università di Uppsala.
Il 6 settembre 1956, a tarda notte, la vettura di Ventris si scontrò con un autocarro, alla periferia di Londra, ponendo fine sul colpo alla sua esistenza, ma un nuovo campo di ricerca era ormai aperto: una folta schiera di studiosi, di cui divenne indiscusso caposcuola il suo collaboratore John Chadwick, continuò il lavoro di decifrazione e sistemazione del corpus linguistico e di indagine dei rapporti tra la civiltà minoica e quella micenea. Ventris lasciò la moglie e due figli.

## Pubblicazioni
- Michael Ventris e John Chadwick, Evidence for Greek Dialect in the Mycenaean Archives, in Journal of Hellenic Studies, LXXIII, 1953, pp. 84–103
- Michael Ventris e John Chadwick, Documents in Mycenaean Greek. Cambridge University Press, 1956, (II edizione, 1974 ISBN 0-521-08558-6)
- Michael Ventris, Work notes on Minoan language research and other unedited papers. (edited by Anna Sacconi), Edizioni dell'Ateneo, Roma, 1988